# Tipula caroliniana
Tipula caroliniana är en tvåvingeart som beskrevs av Alexander 1916. Tipula caroliniana ingår i släktet Tipula och familjen storharkrankar. Inga underarter finns listade i Catalogue of Life.